# Juli Millet España
Juli Millet España (Carcaixent, 12 de novembre de 1952) ha estat un advocat i polític valencià, diputat en les quatre primeres legislatures de les Corts Valencianes.
Es va llicenciar en Dret per la Universitat de València i entre els anys 1977 i 1980 va treballar com a advocat laboralista del sindicat UGT. En 1976 es va afiliar al PSOE i en 1977 va fundar l'Associació d'Advocats Joves de València. Entre 1980 i el 1983 va treballar en el seu propi despatx d'advocat, que deixà per dedicar-se a la política.
Fou elegit diputat per la circumscripció de València a les eleccions a les Corts Valencianes de 1983, 1987, 1991 i 1995. Ha estat secretari primer de la comissió de Reglament i de la Comissió de Peticions (1983-1995), secretari de la comissió de la Sindicatura de Comptes (1983-1987), vicepresident de la Comissió Permanent no legislativa d'Afers Europeus (1991-1995), secretari segon de la comissió de Reglament i de la Comissió de Peticions i de la Comissió d'Estatut dels Diputats (1995-1999) També ha estat secretari primer de les Corts Valencianes de 1983 a 1995 i secretari segon de 1995 a 1999.